# Chiávana

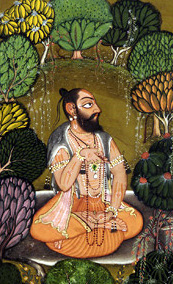
Chyavana.

Chiávana es un rishí (‘sabio’) en la mitología hinduista. Es uno de los seis hijos del rishí Brigu y fue conocido por su rejuvenecimiento después de hacer penitencias durante muchos años.

## Nombre sánscrito
- cyavana, en el sistema AITS (alfabeto internacional para la transliteración del sánscrito).[2]
- च्यवन, en escritura devanagari del sánscrito.[2]
- Pronunciación:
  - /chiávana/ en sánscrito[2] o bien
  - /chiávan/ en varios idiomas modernos de la India (como el bengalí, el hindí, el maratí o el palí).
- Etimología: ‘que se cae’, ‘que se mueve’,[2]

### Otros significados
- lo que mueve, lo que se mueve; según el Rig-veda (2.12.4).
- lo que causa movimiento, lo que sacude; según el Rig-veda (21.3); según el Átharva-veda (6.8.10, y 8.116.1).
- un mantra que promueve el parto, según Susruta (4.15.2).
- lo que causa que se mueva, sacudidor; según el Rig-veda (8.96.4).
- nombre de un demonio que causa enfermedades; según el Paraskara-grijia-sutra (1.16.23).
- (forma moderna de cyávāna): nombre de un rishi, hijo de Bhrigu, autor del Rig-veda (10.19); su leyenda se cuenta en el Aitareia-brahmana (8.21), el Satápata-brahmana (4.1.5.1), el Nirukta (de Iaska, el Majabhárata (13.207).
- nombre de un astrónomo; según el Nárada-samjita (1.3) y el Nirnaia-sindhu (1.563).
- nombre de un médico; según el Brahma-purana (1.16.17).
- nombre del autor de un libro de leyes (el Chiávana-smriti); según el escoliasta[3] anónimo del Paraskara-grijia-sutra (en la introducción).
- nombre de un saptarsi en el segundo manuantara; según el Jari-vamsa.
- nombre de un hijo (de Sujotra); según el Bhágavata-purana 9.22.5; of mitra-yu, 1).
- movimiento; según Susruta (1.15.1).
- ser privado de; según el Bhágavata-purana (8.20.5).
- caer de cualquier existencia divina para renacer como ser humano; según textos del yainismo.
- falleciente; según textos budistas
- gotear, fluir; según el diccionario de Wilson.

## Datación de su leyenda
Chiávana es uno de los pocos personajes de la mitología hinduista que aparece en el Rig-veda (el texto más antiguo de la India, de mediados del II milenio a. C.).

## Leyenda

### Nacimiento
El asura Vaisvanara tuvo una hija, a la que le puso el nombre de Pulomá en honor a su amigo, el asura Puloman.
Le prometió que cuando la niña creciera se la daría en matrimonio. Sin embargo, años más tarde el sabio Brigu se enamoró de ella y se la pidió a Vaisvanara. Este, temeroso de los supuestos poderes del sabio, se la entregó. Brigu la llevó a vivir a su ásram (ermita). Después de algún tiempo, Pulomá quedó embarazada.
Un día que Brigu la había dejado sola en su choza y fue al río para realizar sus rituales, como cada día, el asura Puloman llegó al lugar. Pulomá lo trató como un invitado, y le ofreció frutas. El rakshasa vio el fuego del sacrificio que Brigu había encendido más temprano y aún ardía. Entonces se dirigió a las llamas ―que son la representación del dios Agni―: «El padre de esta mujer, cuando ella era niña, me la prometió en matrimonio. Pero posteriormente fue apropiada por Brigu. Dime, Agni, ¿a quién le corresponde justamente poseerla, a Brigu o a mí?».
Agni temía que si decía la verdad, el sabio Brigu se enfurecería contra él. Pero le tenía más miedo a mentir, así que decidió enfrentar la ira de Brigu, y respondió: «Es cierto que el padre de Pulomá te la ofreció primero. Pero no lo hizo de manera formal, a través de los rituales necesarios. En cambio Pulomá se casó con Brigu con ritos védicos realizados en mi presencia». Descartando la respuesta de Agni, el demonio adoptó la forma de un jabalí, puso a Pulomá sobre su lomo y corrió rápido como el viento. Pulomá lloraba incontrolablemente. Sus lágrimas surgían como una corriente de agua, y crearon un río. Al ver este espectáculo, su abuelo Brahmá llamó a este río Vadhusara.
Las sacudidas del jabalí hicieron que Pulomá expulsara a su bebé, que cayó sobre la tierra. El jabalí Puloman se detuvo, y se prendió fuego vivo, convirtiéndose en cenizas. Pulomá recogió a su hijo de la tierra, y le puso el nombre de Chiávana (‘sacudido’).
Brigu vio a su esposa llegar con el bebé y llorando incontrolablemente. Pulomá le contó todo, y Brigu se enfureció por la falta de veracidad de Agni y lo maldijo: «Desde ahora vas a comer de todo, para siempre». Agni se deprimió por esta maldición, y dejó de aparecer en este mundo. Las personas no podían encender fuegos para cocinar ni para realizar ofrendas a los dioses. Los sabios llegaron hasta la morada del dios Brahmá y oraron ante él.
Brahmá tranquilizó a Agni diciendo que en realidad la maldición de Brigu era positiva: Agni podría consumir cualquier cosa sin discriminación alguna, y en el proceso purificaría el objeto. Brahmá también lo bendijo para que, en los rituales de sacrificio, una parte de las ofrendas hechas a los dioses fuera también para Agni.

### Otras leyendas
De acuerdo con el Majábharata (texto épico-religioso del siglo III a. C.) fue suficientemente poderoso para oponerse al rayo vashra de Indra y fue responsable de que los dioses gemelos Ashuins consiguieran su parte de las ofrendas de sacrificio. Creó un demonio, Mada, para lograrlo.
Chiávana fue el padre del sabio Richika, según el Majabhárata (13.207).